# Манфред Кетс де Вріс
Манфред Кетс де Вріс (нід. Manfred Kets de Vries; нар. 1942) — нідерландський професор та психоаналітик у сфері розвитку лідерства і організаційних змін у бізнес-школі INSEAD. Найбільш відомий за розширення поглядів на суб'єкти лідерства і динаміку особистісних та організаційних змін. Один з лідерів персонального коучингу, менеджменту та управління персоналом, чиї наукові роботи стали базовими для розуміння персонального і групового консалтингу.

## Кар'єра
Кетс де Вріс працював професором в університеті McGill University, Вищій школі економічних досліджень Монреаля та Гарвардській школі бізнесу. Багато виступає з лекціями по всьому світу. Як викладач і консультанта він працював в більш, ніж 40 країнах.
Манфред є один із співзасновником Міжнародної Спілки Психоаналізу Органіацій. Протягом своєї кар'єри отримав оцінку своєї діяльності від The Financial Times, Le Capital, Wirtschaftswoche та The Economist опинившись в «топ-50» найвпливовіших діячів в області менеджменту.
Манфред Кетс де Вріс автор, співавтор чи редактор більше ніж 40 книжок, а також налічується більше 350 наукових статей. Його роботи були перекладені на 31 мову.
На теперішній час Кетс де Вріс займає пост професора і завідувача кафедри розвитку лідерства, а також є директором Глобального центру розвитку лідерства міжнародної бізнес школи INSEAD. Манфред Кетс де Вріс очолює в школі найбільш тривалу освітню програму рівня executive education в сфері лідерства.

## Особливості
Манфред є прихильником психоаналізу в дослідженнях лідерства і особистісних змін. Активно використовує концепцію трансференційних патернів особистості, які лежать в основі клінічного коучингу. Трансференційні патерни — це використання поведінкових патернів з минулого в ситуаціях теперішнього. Вивчення трансференційних реакцій може дати важливі прояснення в тому, як себе ведуть керівники в певних ситуаціях і певним чином. Більш конкретно, за Кетс де Врісом, трансференція — це процес коли одна людина підсвідомо заміщує думки свого опонента на думки, образи та фантазії, що не належать цій людині, а походять з образів раннього дитинства. Це відродження проблем і питань з минулого, які вбудовуються в наше сприйняття реальності. Саме завдяки такому способу трактування багатьох проблем сучасних керівників, професору вдається досягати значних успіхів у сфері консалтингу.

## Зноски
1. ↑  Deutsche Nationalbibliothek Record #124533868 // Gemeinsame Normdatei — 2012—2016.
2. 1 2 3 4  CONOR.Sl
3. ↑  Korean Authority File
4. ↑  Bibliothèque nationale de France BNF: платформа відкритих даних — 2011.
5. ↑  The Challenge of Leadership. Coursalytics (англ.).{{cite news}}:  Обслуговування CS1: Сторінки з параметром url-status, але без параметра archive-url (посилання)
6. ↑  Coach and Couch: The Psychology of Making Better Leaders (Insead Business Press) 2007